# Igreja de Nossa Senhora do Carmo (Horta)
A Igreja de Nossa Senhora do Carmo é um templo religioso cristão português localizado no concelho da Horta, na ilha do Faial, no arquipélago dos Açores.
Foi o primeiro templo carmelita a ser edificado, a nível nacional, fora de Portugal Continental, encontrando-se anexo ao Convento do Carmo mandado edificar por D. Helena de Boim, esposa do então Capitão-mor Francisco Gil da Silveira.
Apresenta uma grandiosa fachada em estilo barroco e tal como o convento que lhe está anexo foi construída num local alto sobre a cidade, facto que lhe dá uma vista grandiosa a partir do adro e também permite que seja vista desde longe no mar, mesmo antes das embarcações entrarem na Baía da Horta.
O edifício alberga nas suas dependências os núcleos expositivos do Museu de Arte Sacra da Horta.
Encontra-se classificada como Imóvel de Interesse Público pela resolução n.º 268/2021 de 17 de novembro.

## História
A construção desta igreja pode dizer-se contemporânea do Convento do Carmo da Horta, construído a partir de 1651, que foi pertença da Ordem Terceira do Carmo e iniciou-se após as obras do convento propriamente dito e só ficou pronta já no século XVIII.
A edificação deste templo foi feita aproveitando o local da primitiva ermida cuja evocação era Nossa Senhora da Boa Nova, que havia sido construída em cerca de 1639. Esta nova igreja foi edificada para satisfazer as necessidades de uma população crescente e em busca de maior dignidade. Assim as obras da nova igreja iniciaram-se em 1698, e foi aberta ao culto em 1751, mas só em 1797 ficaram as obras concluídas na sua totalidade, 99 anos depois.
Em outubro de 1827, António José de Ávila, futuro Duque d'Ávila e Bolama e figura de grande importância e renome tanto no Faial como a nível nacional, organizou na Capela dos Terceiros desta igreja a sua primeira sabatina para apresentação pública de teses filosóficas com duração de 3 dias, bem como uma vistosa festa académica. Feito cultural este, é visto no imaginário local como um dos mais importantes marcos da cultura faialense que originou um impulso para uma nova era de brilhante desenvolvimento socio-cultural na Horta.. 
Na sequência da Extinção das Ordens Religiosas em Portugal em 1834, o edifício viu-se perante uma situação de abandono e salvou-se miraculosamente da demolição devido aos esforços do mesmo António José de Ávila, futuro Duque d'Ávila e Bolama, doando o templo à Ordem Terceira do Carmo e o respetivo convento ao Estado no reinado de D. Maria I.
Após o forte sismo que abalou a ilha do Faial no dia 9 de Julho de 1998, a igreja já muito deteriorada passou por um sério risco de ruir, pelo que se começou um processo profundo de recuperação do imóvel que se previa árduo e longo com o aval do Monsenhor Júlio da Rosa, comissário da Ordem Terceira do Carmo no Faial entre 1973 e 2005 e um importante dinamizador na salvaguarda da igreja e do património sacro e cultural da ilha ao longo do século, sendo uma figura incontornável na diáspora faialense. Infelizmente, devido à falta de financiamento agravado pelo sismo, o processo de restauro foi interrompido , retomando só após quase duas décadas e sendo finalizado com a reabertura da igreja na totalidade em 2018 graças aos esforços liderados pelo atual comissariado da Ordem Terceira. 
Atualmente, a igreja encontra-se restaurada e aberta ao culto, apesar de ainda despojada de uma parte considerável do seu património artístico a aguardar restauro.
Em 2021, o edifício foi adaptado e nele instalado o Museu de Arte Sacra, que durante muitos anos teve o seu acervo exposto na Igreja de Nossa Senhora do Rosário, museu este que constitui o maior núcleo de Arte Sacra do arquipélago dos Açores, contendo belos exemplares de esculturas Flamengas e outras imagens de diversos núcleos religiosos da ilha e da região, talha dourada, azulejaria e pintura e ainda mobiliários sacros, paramentarias e pratas.

## Decoração
Artisticamente, a fachada da igreja, adornada com recurso a cantarias em traquito e basalto, segue as correntes portuguesas do Estilo Chão e Barroco, e no interior do templo é proeminente a influência do Estilo Rococó (ou Rocaille).
No seu interior é de destacar o seu mobiliário, a constituição dos retábulos numa conjugação de talha dourada com elementos característicos do estilo Rococó, bem como os preciosos painéis de azulejos policromados em azul e branco e as esculturas religiosas ornamentadas com ourivesarias minuciosamente trabalhadas, incluindo esculturas processionais de estilo Roca.
Merece também destaque o coro alto, que é vastíssimo e assenta sobre um arco abatido não-suportado de pedra (O maior do país), obra prima da arquitetura, pois o vão de 8,85m tem uma curvatura de apenas 0,22m, que comunica com uma ordem de galerias que percorrem o corpo da igreja sobre as capelas laterais.

## Capelas[5]
O corpo principal da igreja é constituído por 6 capelas laterais, 3 de cada lado, com a capela mor precedida de um amplo transepto, bem como uma capela anexa.
Atualmente, encontram-se desmontados e devidamente acondicionados, a aguardar restauro para um futuro próximo, os retábulos da Capela-Mor, Capela dos Terceiros e da Capela do Senhor Jesus dos Aflitos, bem como as diversas grades e ornamentos anexos.

### Capela-Mor
Esta capela ostenta um retábulo de gosto Rococó, um excelente exemplar pintado em tons de azul e dourado conjugados com o característico branco de leite. O retábulo é constituído por uma planta plana e por uma mesa de altar em forma de urna por um trono ao centro (elemento comum a todos os altares). No retábulo, estão representadas as esculturas de quatro santos: São Paulo à esquerda e São Bento à direita, que se encontram colocadas em nichos laterais e no centro as imagens de Nossa Senhora do Carmo e do Profeta Santo Elias, e é encimado pelo Brasão de armas da Ordem do Carmo.
É também digno de reparo o valioso cadeiral de Estilo Império, obra do mais alto valor. 

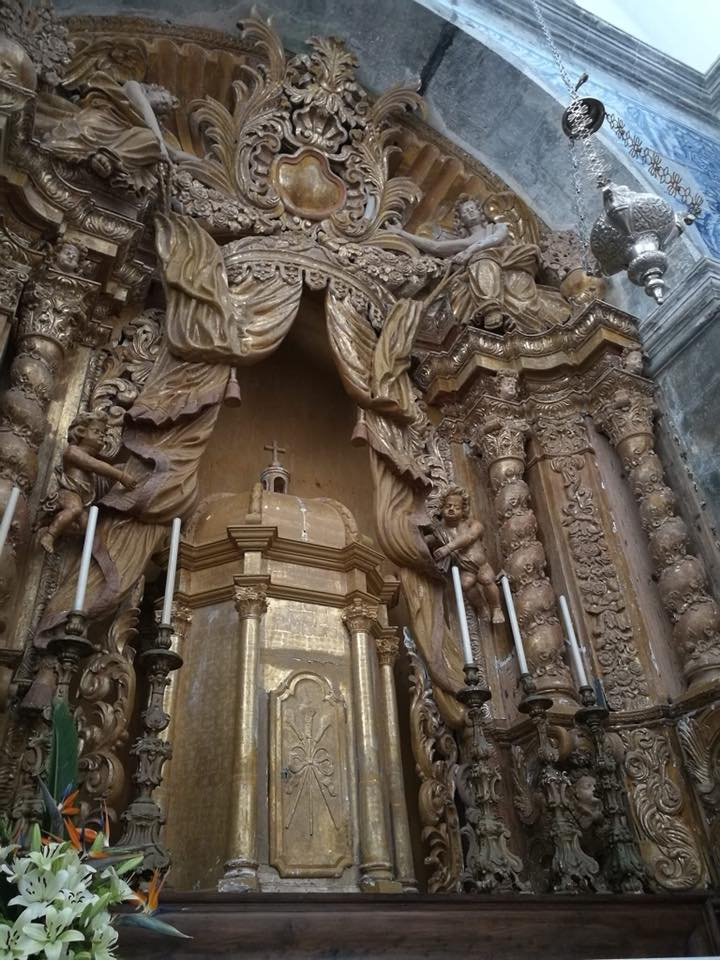
Capela do Santíssimo Sacramento

### Capela do Santíssimo Sacramento
A Capela do Santíssimo Sacramento é a mais rica da igreja, de decoração do Barroco de Estilo Joanino, é constituída por painéis de azulejos portugueses policromados em azul e branco e por minunciosos trabalhos em talha dourada de rara beleza, com imagens de anjos que simulam abrir uma cortina também esculpida em talha, revelando um grande e valioso sacrário em ouro, um dos maiores da região.
Foi financiada pelo arcebispo de Goa, Índia, D. António Taveira da Neiva Brum da Silveira, nascido a  22 de julho de 1706 nesta ilha do Faial, terra natal onde pretendia regressar após cessar funções devido ao seu estado já muito debilitado, com o desejo de ser sepultado nesta capela que financiou para a sua família, mas acabou por sucumbir a 2 de junho de 1775 durante a viagem e o seu corpo foi atirado ao mar perto do Cabo da Boa Esperança. A esta capela doou um quarto de todos os seus bens que recebera da herança paterna e encarregou o irmão da sua construção, à qual também ofereceu uma valiosa lâmpada em prata, ainda hoje exposta no local.

### Capela dos Terceiros Carmelitas
A Capela dos Terceiros, anexa à Igreja, de gosto Rococó apresenta um retábulo de grandes dimensões pintado em tons de bege e dourado conjugados com o característico branco de leite, contém oito nichos laterais, nos quais se inserem as magníficas imagens representativas dos Passos da Paixão edificadas pelo escultor régio de Dom João V de Portugal e, ao centro, está representada uma imagem de Cristo na Cruz e uma imagem de Nossa Senhora do Carmo, sendo o retábulo encimado pelo Brasão de armas da Ordem do Carmo.
À entrada da capela, há um hall acessível através da sua entrada exterior (pórtico à direita dos três pórticos principais da igreja) bem como por um acesso no interior do corpo principal da igreja que hoje funciona como entrada e receção do Museu de Arte Sacra da Horta, e comunica diretamente com a grade de entrada da capela, inserida num formidável arco em cantaria de formato trilobado, com uma sacristia paralela à capela e com uma escadaria elegante que leva ao segundo piso, à sala do consistório, antigamente usado para as sessões da Ordem do Carmo e comunica diretamente com o acesso ao coro alto da igreja.

### Capela do Senhora Jesus dos Aflitos
A Capela do Senhor Jesus dos Aflitos é dedicada ao Senhor Crucificado e tem bem presentes as características do estilo Rococó. A decoração é detalhada com uma policromia que imita mármore branco e azul com trabalhos em talha dourada complementares, e é constituída por dois pares de colunas ladeando o nicho central, onde se alojam as imagens de Cristo na Cruz , uma urna ornamentada com a imagem representativa da Dormição de Santa Filomena, de Santa Teresinha do Menino Jesus, do Beato Nuno Álvares Pereira. e ainda uma pequena imagem da Imaculada Conceição. Encontra-se no cimo do retábulo o Brasão de Armas dos Morgados Terra, fundadores da Capela.

### Capela da Sagrada Família
A Capela da Sagrada Família é decorada por elementos do estilo Rococó, representando um contraste cromático entre azul e dourado conjugados com o característico Branco de Leite, realçando a beleza do altar. Encontram-se as imagens de Santa Ana à esquerda, de São Joaquim à direita e ao centro as imagens de Maria, do Menino Jesus e de José.
No cimo do retábulo, como na Capela do Senhor Jesus dos Aflitos, encontra-se uma referência à sua linhagem de fundação, neste caso representado por Escudo sobreposto à Cruz de Cristo com o Brasão de Armas dos Morgados Labat, e encimado por um Coronel de Nobreza.

### Capela de Santo Alberto
A Capela de Santo Alberto, também conhecida como Capela dos Santos Carmelitas apresenta um retábulo, de gosto Rococó, com grandes semelhanças ao retábulo da Capela da Sagrada Família, quer a nível da morfologia, quer ao nível da decoração, contendo as imagens de Santo Alberto, de Santa Teresa d'Ávila e de Santa Madalena de Pazzi.

### Capela de São Francisco de Paula
A Capela de São Francisco de Paula apresenta à semelhança de outros já referidos um retábulo de estilo Rococó. Representa uma policromia de marmoreados de tons de verde, amarelo e azul conjugados com o característico branco de leite, contendo as imagens de São Simão Stock à esquerda, de Santa Eufrosina à direita e por fim a imagem de São Francisco de Paula ao centro. O retábulo é encimado pelo Brasão de armas da Ordem do Carmo, sendo este encimado pela coroa da rainha.

### Capela do Órgão
Capela lateral que se destina à instalação do Órgão, de decoração de gosto Neoclássico, contendo as seguintes inscrições: “DA ORD. 3ª DE N.ª S.ª CARMO” e "1855", a aguardar restauro.